# Thallarcha homoschema
Thallarcha homoschema là một loài bướm đêm thuộc phân họ Arctiinae, họ Erebidae.